# Straßenbahn Pforzheim
| Spurweite: | 1000 mm (Meterspur) |                              |                              |
| Stromsystem: | 600 Volt =          |                              |                              |
| |                     |                              |                              |
| \| \| \| Gaswerk \| \| \| \| \| Friedhof \| \| \| \| \| \| \| \| \| \| \| \| \| \| \| \| \| \| \| \| \| \| \| \| \| Bahnhof \| \| \| \| \| Leopoldplatz \| \| \| \| \| \| \| \| \| \| \| \| \| \| \| \| \| \| \| \| \| \| \| \| \| Sandstraße \| \| \| \| \| Wagenhalle \| \| \| \| \| \| \| \| \| \| \| \| \| \| \| Kupferhammer \| \| \| \| \| Brötzingen Eisenbahnstraße \| \| \| \| \| \| \| \| \| \| Brötzingen Eisenbahnstraße \| \| \| \| \| Brötzingen Kleinbahnhof \| \| \| \| \| Kleinbahn nach Ittersbach \| \| \| \| \| \| \| \| \| \| \| \| \| \| \| Dillweißenstein Papierfabrik \| \| |                     |                              |                              |
| U-Bahn-Kopfbahnhof Streckenanfang (Strecke außer Betrieb) |                     | Gaswerk                      | Gaswerk                      |
| U-Bahn-Kopfbahnhof Streckenanfang (Strecke außer Betrieb) · U-Bahn-Haltepunkt / Haltestelle (Strecke außer Betrieb) |                     | Friedhof                     | Friedhof                     |
| U-Bahn-Haltepunkt / Haltestelle (Strecke außer Betrieb) · U-Bahn-Haltepunkt / Haltestelle (Strecke außer Betrieb) |                     |                              |                              |
| U-Bahn-Haltepunkt / Haltestelle (Strecke außer Betrieb) · U-Bahn-Haltepunkt / Haltestelle (Strecke außer Betrieb) |                     |                              |                              |
| U-Bahn-Haltepunkt / Haltestelle (Strecke außer Betrieb) · U-Bahn-Haltepunkt / Haltestelle (Strecke außer Betrieb) |                     |                              |                              |
| U-Bahn-Haltepunkt / Haltestelle (Strecke außer Betrieb) · U-Bahn-Haltepunkt / Haltestelle (Strecke außer Betrieb) |                     |                              |                              |
| U-Bahn-Bahnhof (Strecke außer Betrieb) · U-Bahn-Abzweig geradeaus und von links (Strecke außer Betrieb) · U-Bahn-Haltepunkt / Haltestelle quer (Strecke außer Betrieb) · U-Bahn-Strecke quer (außer Betrieb) · U-Bahn-Strecke von rechts (außer Betrieb) |                     | Bahnhof                      | Bahnhof                      |
| U-Bahn-Strecke nach links (außer Betrieb) · ehemaliger U-Bahn-Turmbahnhof (Strecke geradeaus außer Betrieb) · U-Bahn-Strecke von rechts (außer Betrieb) · U-Bahn-Haltepunkt / Haltestelle (Strecke außer Betrieb) |                     | Leopoldplatz                 | Leopoldplatz                 |
| U-Bahn-Haltepunkt / Haltestelle (Strecke außer Betrieb) · U-Bahn-Haltepunkt / Haltestelle (Strecke außer Betrieb) · U-Bahn-Strecke (außer Betrieb) |                     |                              |                              |
| U-Bahn-Haltepunkt / Haltestelle (Strecke außer Betrieb) · U-Bahn-Haltepunkt / Haltestelle (Strecke außer Betrieb) · U-Bahn-Haltepunkt / Haltestelle (Strecke außer Betrieb) |                     |                              |                              |
| U-Bahn-Haltepunkt / Haltestelle (Strecke außer Betrieb) · U-Bahn-Abzweig geradeaus und nach links (Strecke außer Betrieb) · U-Bahn-Strecke von rechts (außer Betrieb) · U-Bahn-Strecke (außer Betrieb) |                     |                              |                              |
| U-Bahn-Haltepunkt / Haltestelle (Strecke außer Betrieb) · U-Bahn-Bahnhof (Strecke außer Betrieb) · U-Bahn-Bahnhof (Strecke außer Betrieb) · U-Bahn-Haltepunkt / Haltestelle (Strecke außer Betrieb) |                     |                              |                              |
| U-Bahn-Bahnhof (Strecke außer Betrieb) · U-Bahn-Strecke nach links (außer Betrieb) · U-Bahn-Abzweig geradeaus und von rechts (Strecke außer Betrieb) · U-Bahn-Strecke (außer Betrieb) |                     | Sandstraße                   | Sandstraße                   |
| U-Bahn-Abzweig geradeaus und nach links (Strecke außer Betrieb) · U-Bahn-Betriebs-/Güterbahnhof Streckenende und quer (Strecke außer Betrieb) · U-Bahn-Haltepunkt / Haltestelle (Strecke außer Betrieb) · U-Bahn-Haltepunkt / Haltestelle (Strecke außer Betrieb) |                     | Wagenhalle                   | Wagenhalle                   |
| U-Bahn-Haltepunkt / Haltestelle (Strecke außer Betrieb) · U-Bahn-Haltepunkt / Haltestelle (Strecke außer Betrieb) · U-Bahn-Strecke (außer Betrieb) |                     |                              |                              |
| U-Bahn-Haltepunkt / Haltestelle (Strecke außer Betrieb) · U-Bahn-Strecke nach links (außer Betrieb) · U-Bahn-Abzweig geradeaus und von rechts (Strecke außer Betrieb) |                     |                              |                              |
| U-Bahn-Haltepunkt / Haltestelle (Strecke außer Betrieb) · U-Bahn-Bahnhof (Strecke außer Betrieb) |                     | Kupferhammer                 | Kupferhammer                 |
| U-Bahn-Bahnhof (Strecke außer Betrieb) · U-Bahn-Haltepunkt / Haltestelle (Strecke außer Betrieb) |                     | Brötzingen Eisenbahnstraße   | Brötzingen Eisenbahnstraße   |
| U-Bahn-Strecke von links (außer Betrieb) · U-Bahn-Abzweig geradeaus und nach rechts (Strecke außer Betrieb) · U-Bahn-Haltepunkt / Haltestelle (Strecke außer Betrieb) |                     |                              |                              |
| U-Bahn-Grenze mit Eisenbahn (Strecke außer Betrieb) · U-Bahn-Kopfbahnhof Streckenende (Strecke außer Betrieb) · U-Bahn-Haltepunkt / Haltestelle (Strecke außer Betrieb) |                     | Brötzingen Eisenbahnstraße   | Brötzingen Eisenbahnstraße   |
| Bahnhof (Strecke außer Betrieb) · U-Bahn-Haltepunkt / Haltestelle (Strecke außer Betrieb) |                     | Brötzingen Kleinbahnhof      | Brötzingen Kleinbahnhof      |
| Strecke nach rechts (außer Betrieb) · U-Bahn-Haltepunkt / Haltestelle (Strecke außer Betrieb) |                     | Kleinbahn nach Ittersbach    | Kleinbahn nach Ittersbach    |
| U-Bahn-Haltepunkt / Haltestelle (Strecke außer Betrieb) |                     |                              |                              |
| U-Bahn-Haltepunkt / Haltestelle (Strecke außer Betrieb) |                     |                              |                              |
| U-Bahn-Kopfbahnhof Streckenende (Strecke außer Betrieb) |                     | Dillweißenstein Papierfabrik | Dillweißenstein Papierfabrik |

Die Straßenbahn Pforzheim war der Straßenbahn-Betrieb der Stadt Pforzheim. Er bestand von 1911 bis 1964. Zuständiges Verkehrsunternehmen war zunächst die Städtische Strassenbahn Pforzheim, die zum 1. Januar 1939 wiederum in den Stadtwerken Pforzheim (SWP) aufging. Auch die 1968 stillgelegte Pforzheimer Kleinbahn nach Ittersbach und der von 1951 bis 1969 bestehende Oberleitungsbus Pforzheim gehörten zur gleichen Gesellschaft. Für den Busverkehr ist bis 2016 das Unternehmen Stadtverkehr Pforzheim (SVP) verantwortlich, ab 2017 die SüdwestBus.

## Geschichte
Anfang des 20. Jahrhunderts war die badische Stadt Pforzheim zu einer wohlhabenden Industriestadt herangewachsen, in der vor allem die Gold-, Silber- und Schmuckwarenherstellung vorherrschte. Die Ausdehnung des Stadtgebietes mit fast 70.000 Einwohnern machte die Einrichtung öffentlicher Verkehrsverbindungen erforderlich. So entstand zunächst die Lokalbahn Richtung Ittersbach, später als Kleinbahn bezeichnet, dann die von Beginn an elektrisch betriebene Straßenbahn.
Am 2. Januar 1900 eröffneten die Badische Lokal-Eisenbahnen AG (BLEAG) eine meterspurige Nebenbahn, welche von Pforzheims Nachbarort Brötzingen über die Bahnstrecke Busenbach–Ittersbach und die Albtalbahn die badische Landeshauptstadt Karlsruhe erreichte. Die Endstation der Lokalbahn war ab dem 2. Juli 1901 der Leopoldplatz im Pforzheimer Stadtzentrum. Zwischen Brötzingen und dem Leopoldplatz verkehrten die Lokalbahnzüge bereits von Beginn an wie eine Straßenbahn auf Rillenschienen.
Noch bevor die Städtische Straßenbahn eigene Linien eröffnete, gab die BLEAG den Streckenabschnitt Brötzingen–Leopoldplatz an die Stadt ab. Eine elektrische Lokomotive übernahm ab 3. Oktober 1911 in Brötzingen die Richtung Innenstadt fahrenden Züge. Am 1. Dezember 1911 wurden die städtischen Straßenbahnlinien A (Gaswerk–Leopoldplatz–Brötzingen) und B (Bahnhof–Leopoldplatz–Kallhardtanlage) in Betrieb genommen.
1914 war das Netz 6,25 Kilometer lang und wurde von 26 Triebwagen und 30 Beiwagen befahren; außerdem standen drei Elektrolokomotiven zur Verfügung. Eine Erweiterung der Straßenbahn musste wegen des Ersten Weltkrieges und seiner Folgen zunächst unterbleiben. Erst am 1. August 1926 wurde der Hauptfriedhof im Norden der Stadt angeschlossen und am 6. Februar 1927 die Linie nach Dillweißenstein im Süden eröffnet, die am Marktplatz abzweigte und weitgehend dem Lauf der Nagold folgte.
Das Netz hatte sich nun auf 12,3 Kilometer Länge fast verdoppelt und wurde von drei Linien befahren:
- 1 Gaswerk–Marktplatz–Leopoldplatz–Brötzingen
- 2 Hauptfriedhof–Bahnhof–Leopoldplatz–Kallhardtbrücke–Kupferhammer
- 3 Leopoldplatz–Marktplatz–Kupferhammer–Dillweißenstein

Die Statistik für 1939 weist 33 Triebwagen und 24 Beiwagen aus; 1951 waren noch 20 Triebwagen und 23 Beiwagen vorhanden.
Obwohl die Straßenbahn im Zweiten Weltkrieg schwere Schäden erlitten hatte, nahm man ab 1945 nach und nach den Betrieb wieder auf, sah aber von einer grundlegenden Renovierung der Gleisanlagen und der Fahrzeuge ab. Vielmehr plante die Stadt die allmähliche Umstellung auf Oberleitungsbusse. So wurde 1951 als erstes die Strecke vom Hauptbahnhof zum Friedhof umgestellt, 1953 folgte auch der Abschnitt Leopoldplatz–Hauptbahnhof – wo zwei Jahre lang Straßenbahnen und Obusse parallel zueinander fuhren – sowie die Dillweißensteiner Strecke. 1963 legten die Stadtwerke dann auch den Streckenast zum Gaswerk still, hier verkehrten fortan Omnibusse.
Der 10. Oktober 1964 war schließlich der letzte Betriebstag der Straßenbahn Pforzheim. Zuletzt wurde nur noch ein Restbetrieb auf der Linie 1 aufrechterhalten. Sie bediente zum Schluss noch das 2,7 Kilometer lange Teilstück zwischen Leopoldplatz und Brötzingen, das anschließend aber noch bis 1968 von den straßenbahnähnlichen Fahrzeugen der Kleinbahn befahren wurde. An diesem Abschnitt an der Westlichen Karl-Friedrich-Straße lag auch das gemeinsam mit der Kleinbahn und den Oberleitungsbussen genutzte Depot, im Volksmund Wagenhalle genannt.